# Биг-бенд
Биг-бенд, биг-бэнд (англ. big band) — тип большого ансамбля джазовой или эстрадной музыки. Первые биг-бенды появились в 1920-х годах в США как эстрадные танцевальные оркестры, приобрели особую значимость в эпоху свинга 1930-х годов. Основу репертуара биг-бенда составляют нотированные пьесы, с расписанными партиями. Главенствующая роль в биг-бенде отведена художественному руководителю (англ. bandleader), аранжировщику (в этой функции иногда выступает руководитель), инструментальным секциям, но не солистам-импровизаторам (как в небольшом джазовом ансамбле).
Биг-бенды часто обозначаются по имени их художественного руководителя. Из наиболее известных в США — это оркестры Дюка Эллингтона, Каунта Бейси, Бенни Гудмена, Гленна Миллера, Флетчера Хендерсона, Пола Уайтмена; в Великобритании — Джека Хилтона и Рэя Нобла, в Бельгии — Стана Брендерса и т. д.
В СССР и России к биг-бендам относят оркестры Валентина Парнаха, Александра Цфасмана, Якова Скоморовского, Александра Варламова, Эдди Рознера, Олега Лундстрема, Николая Минха, Юрия Саульского, Кима Назаретова, Иосифа Вайнштейна, Вадима Людвиковского, Анатолия Кролла, Константина Орбеляна, Игоря Бутмана.

## Джазовый биг-бенд

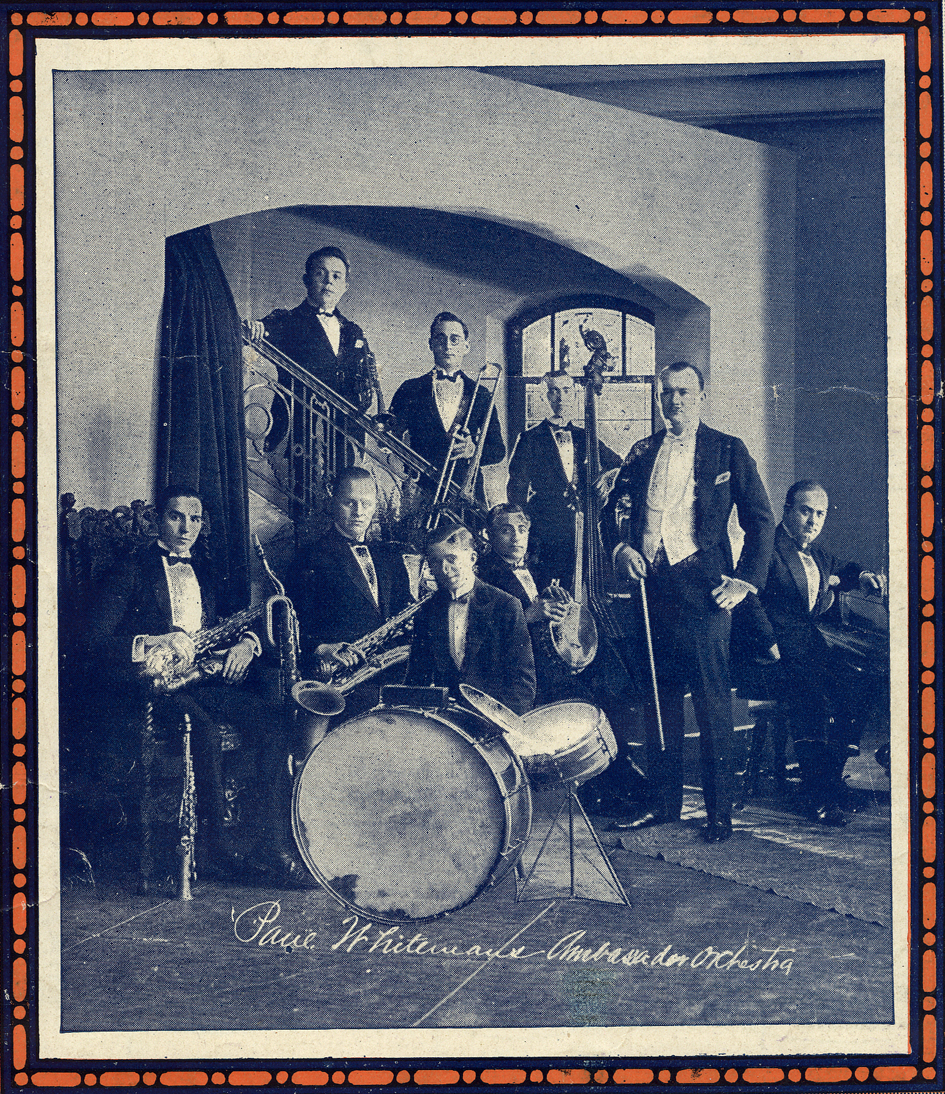
Оркестр Пола Уайтмена. 1921

Стандартный состав современного биг-бенда из 17 музыкантов-инструменталистов

В начале XX века марширующие на парадах духовые оркестры постепенно освоили ритмы джаза и нередко в полном составе работали на танцевальных площадках. Ранний состав биг-бенда был разделён на четыре секции (группы инструментов): трубы, саксофоны, тромбоны и ритм-секция. Такая организация биг-бенда прошла эволюционный путь развития: в процессе совершенствования музыкальных и электронных технологий добавились электронные музыкальные инструменты (синтезатор, электропиано, вокодер), а также некоторые афроамериканские и латиноамериканские ударные инструменты (конги, тамбурины, маракасы и др).
Стандартный состав современного биг-бенда включает 17—20 музыкантов-инструменталистов:
- трубы (могут дополняться флюгельгорном)
- тромбоны
- саксофоны (могут дополняться флейтами или кларнетами)
- ритм-секция (группа ритма) — фортепиано (может дополняться гармоникой или электронными клавишными), ударные (барабаны, вибрафон, конги, тамбурины и др.), бас-гитара или контрабас (иногда туба), часто гитара (акустическая, полуакустическая или электрогитара) или банджо.

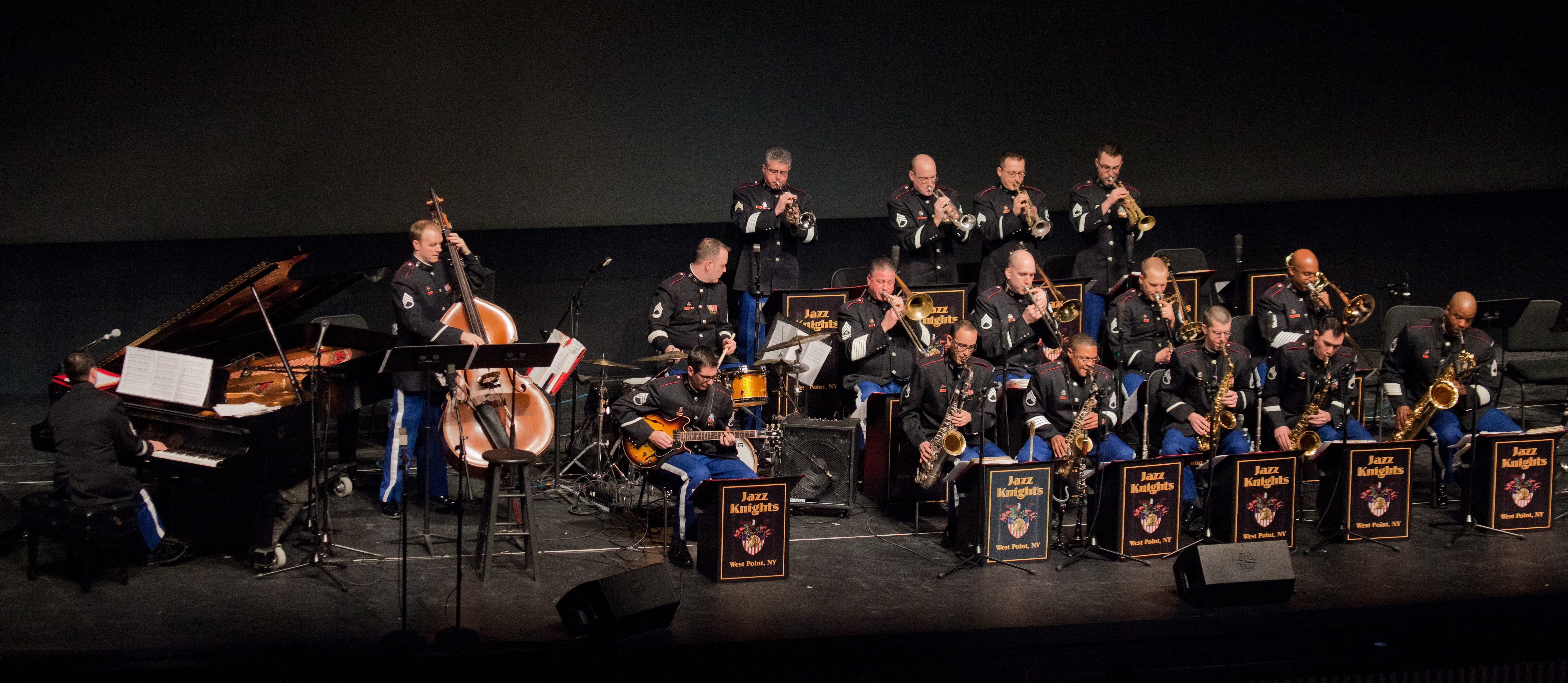
Джазовый биг-бэнд Военной Академии США Вест Поинт, 2010 год

Каждая секция духовых состоит из 4 или 5 инструментов, входящих в группу. Например, у саксофонов: 1, 2 — альт-саксофон, 1, 2 — тенор-саксофон, 1 — баритон-саксофон; у труб — 1, 2, 3, 4, (5) — трубы (иногда заменяется на флюгельгорн); у тромбонов — 1, 2, 3, 4 — тромбоны или бас-тромбоны. При этом первые номера всегда являются ведущими. При исполнении тутти ведущей является первая труба. Флюгельгорн, флейты и кларнеты используются для исполнения особых сольных партий, предусмотренных аранжировкой исполняемой композиции; также в духовых секциях биг-бэндов при сольной игре часто применяются сурдины, слегка приглушающие тембр звука, но вместе с тем делающие его более выразительным и эмоционально окрашенным.
Общее звучание биг-бенда имеет характерные для медных духовых инструментов тембральные особенности и во многом зависит от мастерства каждого из музыкантов-инструменталистов, а также аранжировщика. Среди всемирно признанных мастеров аранжировки музыки для биг-бэндов такие музыканты, как Бенни Гудмэн, Гленн Миллер, Дюк Эллингтон, Генри Мансини, Рей Коннифф, Берт Кемпферт, Джеймс Ласт, Поль Мориа, Фаусто Папетти, Билли Мэй, Нельсон Риддл, Квинси Джонс, Тосико Акиёси и Лью Табакин.

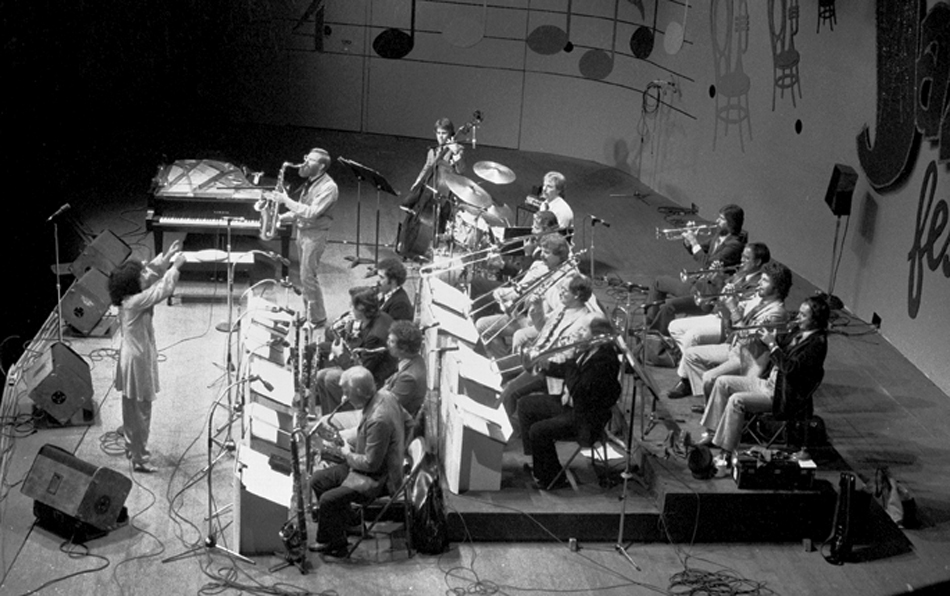
Биг-бэнд под руководством Тосико Акиёси на фестивале джаза в Монтерее, Калифорния, солист — саксофонист Лью Табакин, 1981 год

Многие биг-бенды имеют в своём составе также солистов-вокалистов или целую вокальную группу (мужскую, женскую или смешанную), которая участвует в исполнении песен или вокализов, дополняя голосами звучание инструментов, а также сопровождает основную вокальную или инструментальную партию, исполняемую солистом. Например, в оркестре Рея Конниффа постоянная вокальная группа состояла из 4—6 вокалистов, которые гастролировали с оркестром в концертных турне. Для студийной работы в записи некоторых альбомов Рей Коннифф увеличивал вокальную группу до 16 вокалистов: 8 мужских голосов и 8 женских. В составе оркестра Томми Дорси (1938—1941 годов) была постоянная вокальная группа из 5 вокалистов: вокальный квартет The Pied Pipers и солист Фрэнк Синатра.

## Мамбо-биг-бенд
Несколько отличается построение групп инструментов у музыкантов, играющих в стиле мамбо. Здесь, в отличие от джазменов, главный упор делается на ритм-группу, духовые инструменты играют подчинённую роль. Игра почти всегда сопровождается выступлением певцов, часто вокальной группой или солистом с группой сопровождения. Состав мамбо-биг-бенда:
- ритм-секция
  - народные ударные (перкуссия) — конго, джембе, бонго
  - фортепиано, ударные, бас-гитара, иногда гитара
- группа медных духовых — трубы, иногда тромбоны
- группа деревянных духовых — саксофон: альт-саксофон, тенор-саксофон, баритон-саксофон, иногда флейты.

Все инструменты, за исключением фортепиано, гитар и ударных, повторяются неоднократно. Как правило музыка, исполняемая биг-бендом, сопровождает соло-импровизацию одного музыканта, поддерживаемую ритм-секцией. Коллективная импровизация встречается в исполнении биг-бендов крайне редко.

## Комментарии
1. ↑  Написание, рекомендуемое орфографическими и некоторыми другими словарями, а также Большой российской энциклопедией:

  - Агеенко Ф. Л., Зарва М. В. Биг-бенд // Словарь ударений для работников радио и телевидения / под ред. Д. Э. Розенталя. — 5-е изд. — М. : Русский язык, 1984. — 804 с.
  - Биг-бенд : [арх. 3 января 2023] / Е. А. Дубинец // «Банкетная кампания» 1904 — Большой Иргиз. — М. : Большая российская энциклопедия, 2005. — С. 466—467. — (Большая российская энциклопедия : [в 35 т.] / гл. ред. Ю. С. Осипов ; 2004—2017, т. 3). — ISBN 5-85270-331-1.
  - Зарва М. В.. Биг-бенд // Русское словесное ударение. Словарь. — М. : НЦ ЭНАС, 2001. — 600 с. — 6000 экз. — ISBN 5-93196-084-8.
  - Биг-бенд // Русский орфографический словарь / отв. ред. В. В. Лопатин. — М. : Институт русского языка им. В. В. Виноградова, 2007. — ISBN 5-88744-052-X.
  - Лопатин В. В., Лопатина Л. Е. Слитно, раздельно или через дефис? Орфографический словарь. — М. : Эксмо, 2012. — С. 30. — 480 с. — ISBN 978-5-699-44431-1.
  - Биг-бенд // Большой орфографический словарь русского языка / под ред. С. Г. Бархударова, И. Ф. Протченко и Л. И. Скворцова. — 3-е изд. — М. : ОНИКС Мир и Образование, 2007. — ISBN 978-5-488-00924-0. — ISBN 978-5-94666-375-5.
2. ↑  Написание, соответствующее правилам англо-русской практической транскрипции. Используется в частности в следующих справочниках:
  - Биг-бэнд // Большой энциклопедический словарь. — М. : Большая Российская энциклопедия ; СПб. : Норинт, 1997. — 1408 с. — ISBN 5-7711-0004-8.
  - Биг-бэнд // Большой российский энциклопедический словарь [CD]. — М. : Большая Российская энциклопедия; РМГ Мультимедиа, 2003.
  - Биг-бэнд // Краткая российская энциклопедия : в 3 т. / сост. В. М. Карев. — М. : Большая Российская энциклопедия : Оникс 21 век, 2003. — Т. 1 : А—К. — ISBN 5-85270-188-2. — ISBN 5-329-00651-1. — ISBN 5-329-00652-X.
  - Биг-бэнд // Новые слова и значения. Словарь-справочник по материалам прессы и литературы 1980-х годов / гл. ред. Е. А. Левашов. — СПб. : Дмитрий Буланин, 1997. — С. 76. — ISBN 5-86007-034-9.
  - Биг-бэнд // Новый энциклопедический словарь / ред. А. Е. Махов, Л. И. Петровская, В. М. Смолкин, В. Д. Шолле. — М. : Рипол Классик : Большая Российская энциклопедия, 2004. — 1455 с. — ISBN 5-7905-2336-6.
  - Биг-бэнд. Большая энциклопедия Кирилла и Мефодия. Дата обращения: 4 апреля 2013.
  - Джаз (биг-бэнд) // Музыкальный энциклопедический словарь / гл. ред. Ю. В. Келдыш. — М. : Советская энциклопедия, 1990. — 672 с. — ISBN 5-85270-033-9.
  - Джаз (биг-бэнд). Энциклопедия Кругосвет. Дата обращения: 3 апреля 2013. Архивировано 5 апреля 2013 года.
  - Балтер Г. А. Биг-бэнд // Музыкальный словарь специальных терминов и выражений. — М. : Советский композитор ; Leipzig : Deutscher Verlag für Musik, 1976. — С. 270.
  - Биг-бэнд // Словарь современных понятий и терминов / сост. Н. Т. Бунимович, Г. Г. Жаркова, Т. М. Корнилова, В. А. Макаренко, Л. Д. Петрова, С. П. Табунов. — М. : Республика, 2002. — ISBN 5-250-01819-X.
  - Бурлака А. П. Рок-энциклопедия: популярная музыка в Ленинграде — Петербурге (биг-бэнд) : в 3 т.. — СПб. : Амфора, 2007. — Т. 2 : 1965—2005. — 400 с. — ISBN 978-5-367-00458-8. — ISBN 978-5-367-00361-1.
  - Биг-бэнд // Толковый словарь русского языка : в 3 т. / ред.-сост. Т. Ф. Ефремова. — М. : АСТ; Астрель; Харвест, 2006. — Т. 1 : А—Л. — ISBN 5-17-029521-9. — ISBN 5-17-013734-6. — ISBN 5-271-12339-1. — ISBN 5-271-12338-3. — ISBN 985-13-4715-9.
  - Германов В. Г. Биг-бэнд // Танцевальный словарь. — М. : Аста, 2009. — С. 370. — ISBN 978-5-9901591-1-2.
  - Иванов В. Д. Биг-бэнд // Словарь музыканта-духовика. — М. : Музыка, 2007. — 128 с. — ISBN 5-7140-0660-7.
  - Королёв О. К. Биг-бэнд // Краткий энциклопедический словарь джаза, рок- и поп-музыки. Термины и понятия. — М. : Музыка, 2006. — 168 с. — ISBN 5-7140-0982-7.
  - Озеров, Валерий. Биг-бэнд. Энциклопедия популярной музыки Кирилла и Мефодия. Дата обращения: 4 апреля 2013.
  - Л. Б. Переверзев, Н. Г. Минх. Джаз (биг-бэнд) // Гондольера — Корсов. — М. : Советская энциклопедия : Советский композитор, 1974. — Стб. 212—219. — (Энциклопедии. Словари. Справочники : Музыкальная энциклопедия : [в 6 т.] / гл. ред. Ю. В. Келдыш ; 1973—1982, т. 2). Ср. там же: «Джаз-банд (правильнее джаз-бэнд»)
  - Скляревская Г. Н. Толковый словарь русского языка начала XXI века: актуальная лексика (биг-бэнд). — СПб. : Санкт-Петербургский государственный университет. Филологический факультет, Институт филологических исследований, 2006. — С. 123.
  - Солганик Г. Я. Счёт (биг-бэнд) // Толковый словарь: язык газеты, радио, телевидения. — М. : АСТ, Астрель, 2002. — С. 652. — ISBN 5-17-012237-3. — ISBN 5-271-03613-8.
  - Фейертаг В. Б. Джаз : Энциклопедический справочник (биг-бэнд). — СПб. : Скифия, 2008. — 696 с. — ISBN 978-5-903463-09-1.
  - Фейертаг В. Б. Джаз в России : Краткий энциклопедический справочник (биг-бэнд). — СПб. : Скифия, 2009. — 528 с. — ISBN 978-5-903463-23-7.
  - От фольклора до джаза : сб. науч. ст. (биг-бэнд) / ред.-сост. Т. С. Рудиченко, И. М. Шабунова. — Ростов-на-Дону : Издательство Ростовской государственной консерватории им. С. В. Рахманинова, 2002. — С. 180.